# Benjamin Gastineau
Pour les articles homonymes, voir Gastineau.
Benjamin Gastineau, né à Montreuil-Bellay le 11 juillet 1823 et mort à Maisons-Laffitte le 13 janvier 1904, est un journaliste, écrivain et historien français.

## Biographie
Ouvrier typographe il est acquis aux idées de Proudhon et devient journaliste pour La Voix du Peuple ce qui lui vaut une condamnation en 1848. Adversaire du régime bonapartiste, il est expulsé vers l'Algérie en 1852. Revenu en France il devient rédacteur en chef du Guetteur de Saint-Quentin et s'installe en province. Le 24 février 1858, il est de nouveau arrêté et transféré à Paris. Son journal est interdit  car il « excite la classe ouvrière contre l'ordre établi », Gastineau est déporté à nouveau en Algérie. Amnistié en 1859, il  poursuit ses activités en tant que journaliste en province. 
À la chute du Second Empire, il déménage à Paris, où il rejoint la Commune et s'implique dans les journaux et les clubs révolutionnaires. Le 3 mai 1871, il est nommé Inspecteur des bibliothèques municipales et directeur de la bibliothèque Mazarine. À la chute de la Commune, il échappe à la répression en s'enfuyant en Belgique. Il revient en France après l'amnistie de 1880. Il a publié un grand nombre de romans de littérature légère et a été membre de la Société des gens de lettres.

## Œuvres
- Le Père Lachaise, 1854
- Les Amours de Mirabeau et de Sophie de Monnier, 1860
- La Vie en Chemin de fer (Paris, Dentu, 1861)
- Chasses au lion et à la panthère en Algérie, 1863
- La Vie politique et le journalisme en province, 1865
- Les Socialistes, Proudhon et son œuvre, 1865
- La Dévote, 1865
- Les Victimes d'Isabelle II la Catholique, ex-reine d'Espagne, 1868
- Les Courtisanes de l'Église, 1870
- L'Impératrice du Bas Empire, 1870
- Voltaire en exil, 1878
- L'Orpheline de Waterloo
- Les Drames du Mariage
- Monsieur et Madame Satan
- Les Monstres historiques
- De Paris en Afrique
- Les Femmes des Césars
- P. J. Proudhon, sa vie et son œuvre
- Les Transportés de Décembre 1851
- Histoire de la folie humaine
- La France en Afrique et l'Orient à Paris
- Comment finissent les pauvres
- Les Femmes et les Mœurs de l'Algérie
- Les Génies de la science et de l'industrie
- Sottises et scandales du Temps présent
- Les Génies de la Liberté
- Vie et œuvre de M. Taine
- Les Nouveaux Romans de Paris